# Eucorymbia
Eucorymbia es un género monotípico de fanerógamas de la familia Apocynaceae. Contiene una única especie: Eucorymbia alba Stapf. Es originaria de Asia estando distribuida por el oeste de Malasia.

## Taxonomía
Eucorymbia alba  fue descrita por Otto Stapf y publicado en Hooker's Icones Plantarum 28: t. 2764. 1905.